# William Samwell (arquitecto)
William Samwell (1628-1676), arquitecto británico. Nació en Dean's Yard, Westminster a Anthony Samwell, hijo de Sir William Samwell, un auditor del Ministerio de Hacienda a la reina Isabel I de Inglaterra.
Era de los arquitectos que ayudaron a definir el estilo de arquitectura que era de moda después de la Restauración inglesa. Uno de sus edificios principales es el Grange en Northington, que él diseñó y construyó desde 1664 hasta 1670 para Sir Robert Henley. También diseñó y construyó Bushy House desde 1664 hasta 1665 para Edward Proger.
Estableciéndose debajo del rey Carlos II de Inglaterra, le encargó para construir la residencia del rey Carlos II en Newmarket desde 1668 hasta 1671.  Alguna vez después de 1814, la mayoría de la residencia fue demolida.  Hoy el bloque sureste restante se conoce como 'Palace House Mansion' o 'la Mansión de la Casa del Palacio'.
En 1672, William Samwell y William Bruce remodelaron Ham House, la residencia de John Maitland, 1r duque de Lauderdale y de Elizabeth Murray, 2.ª condesa de Dysart.
Desde 1674 hasta 1675, William Samwell diseñó el ala del oeste de Felbrigg Hall y del primero edificio de Eaton Hall, pero no vivió para ver estos dos proyectos pasados a sus construcciones finales.  Los diseños de William Samwell para el ala del oeste están en la exhibición en Felbrigg Hall hoy, firmado y fechado 1674.